# Sphindidae
Sphindidae je čeleď brouků z nadčeledi Cucujoidea.

## Taxonomie
- Rod Aspidiphorus Ziegler, 1821
  - Aspidiphorus orbiculatus (Gyllenhal, 1808)
- Rod Carinisphindus McHugh
- Rod Eurysphindus
- Rod Genisphindus
- Rod Notosphindus
- Rod Odontosphindus
- Rod Protosphindus
- Rod Sphindus Dejean, 1821
  - Sphindus dubius (Gyllenhal, 1808)
- Rod Spilotus